# Ferhan Hasani
Ferhan Hasani (mac. Ферхан Хасани, ur. 18 czerwca 1990 w Tetowie) – piłkarz macedoński grający na pozycji bocznego pomocnika. Od 2015 roku jest zawodnikiem klubu Shkëndija Tetowo.

## Kariera klubowa
Swoją karierę piłkarską Hasani rozpoczął w klubie Shkëndija Tetowo. W 2010 roku awansował do kadry pierwszego zespołu. 3 sierpnia 2010 zadebiutował w pierwszej lidze macedońskiej w zremisowanym 0:0 domowym meczu z Teteksem Tetowo. Od czasu debiutu był podstawowym zawodnikiem Shkëndiji. W sezonie 2010/2011 wywalczył ze Shkëndiją tytuł mistrza Macedonii. Latem 2011 zdobył z nią Puchar Macedonii.
Na początku 2012 roku Hasani przeszedł do VfL Wolfsburg. Swój debiut w niemieckiej Bundeslidze zanotował jednak w sezonie 2012/2013, 30 września 2012 w przegranym 0:2 domowym meczu z 1. FSV Mainz 05.
W 2013 roku Hasani przeszedł do Brøndby IF. Grał w nim przez dwa sezony. Zadebiutował w nim 15 września 2013 w wygranym 2:1 domowym meczu z Odense BK.
W 2015 roku Hasani wrócił do Shkëndiji Tetowo.
| Sezon   | Klub             | Kraj               | Rozgrywki   | Mecze | Bramki |
| ------- | ---------------- | ------------------ | ----------- | ----- | ------ |
| 2010/11 | Shkëndija Tetowo | Macedonia Północna | Prwa liga   | 28    | 13     |
| 2011/12 | Shkëndija Tetowo | Macedonia Północna | Prwa liga   | 14    | 5      |
| 2011/12 | VfL Wolfsburg    | Niemcy             | Bundesliga  | 0     | 0      |
| 2012/13 | VfL Wolfsburg    | Niemcy             | Bundesliga  | 4     | 0      |
| 2013/14 | Brøndby IF       | Dania              | Superligaen | 19    | 4      |
| 2014/15 | Brøndby IF       | Dania              | Superligaen | 16    | 3      |
| 2015/16 | Shkëndija Tetowo | Macedonia Północna | Prwa liga   | 11    | 12     |

## Kariera reprezentacyjna
Hasani grał w młodzieżowych reprezentacjach Macedonii. 22 grudnia 2010 zadebiutował w dorosłej reprezentacji w przegranym 0:1 towarzyskim meczu z Chinami, rozegranym w Kantonie. W 46 minucie tego meczu zmienił Bajrama Fetaia.